# Akansaari (ö i Lappland, Norra Lappland)
Akansaari är en ö i Finland. Den ligger i sjön Unari och i kommunen Sodankylä i den ekonomiska regionen Norra Lappland och landskapet Lappland, i den norra delen av landet, 800 km norr om huvudstaden Helsingfors. Öns area är 1,1 hektar och dess största längd är 210 meter i nord-sydlig riktning.